# SV St. Ingbert
SV St. Ingbert is een Duitse voetbalclub uit Sankt Ingbert, Saarland.

## Geschiedenis
De club werd in 1909 opgericht als FC Viktoria St. Ingbert. In 1919 sloot FC Bavaria St. Ingbert zich bij de club aan. In 1937 fuseerden alle plaatselijke clubs tot VfL St. Ingbert. Op 26 december 1945 werd de naam SV St. Ingbert aangenomen. Op 7 augustus 1948 splitste 1. FC St. Ingbert zich van de club af en op 5 maart FC Viktoria 09 St. Ingbert. 
In 1950 promoveerde de club naar de Amateurliga Saarland. In 1955 volgde een promotie naar de II. Division. Na een middelmatige plaats in het eerste seizoen kon de club in 1956/57 promotie afdwingen naar de Oberliga Südwest. Na één seizoen degradeerde de club echter weer. Tot 1963 speelde de club nog in de II. Division tot deze ontbonden werd. De club kwalificeerde zich niet voor de nieuwe Regionalliga, die nu de tweede klasse werd en ze gingen weer in de Amateurliga Saarland spelen. Na vicetitels in 1965, 1967 en 1969 volgde in 1971 een degradatie. Na twee jaar promoveerde de club weer en werd in 1974 zelfs kampioen van de Amateurliga. Echter betekende dit geen promotie omdat dat seizoen de 2. Bundesliga ingevoerd werd. 
Begin jaren tachtig degradeerde de club twee keer maar kon ook weer snel promoveren naar de inmiddels hernoemde Verbandsliga Saarland. De club ging nog een paar keer op en neer.